# تونی کوکوچ
تونی کوکوچ (انگلیسی: Toni Kukoč؛ زادهٔ ۱۸ سپتامبر ۱۹۶۸) یک بازیکن بسکتبال اهل کرواسی است. از باشگاه‌هایی که در آن بازی کرده‌است می‌توان به آتلانتا هاوکس، میلواکی باکس، یونیورسو ترویزو، و باشگاه بسکتبال اسپلیتو بولس اشاره کرد.